# 库隆 (厄尔-卢瓦省)
库隆（法語：Coulombs，法語發音：[kulɔ̃] ⓘ）是法国厄尔-卢瓦省的一个市镇，属于德勒区。

## 地理
库隆（48°39'10"N, 1°32'39"E）面积12.48 平方千米，位于法国中央-卢瓦尔河谷大区厄尔-卢瓦省，该省份为法国北部内陆省份，北起顺时针与厄尔省、伊夫林省、埃松省、卢瓦雷省、卢瓦-谢尔省、萨尔特省和奧恩省接壤。
与库隆接壤的市镇（或旧市镇、城区）包括：维利耶勒莫里耶、布雷尚、诺让勒鲁瓦。

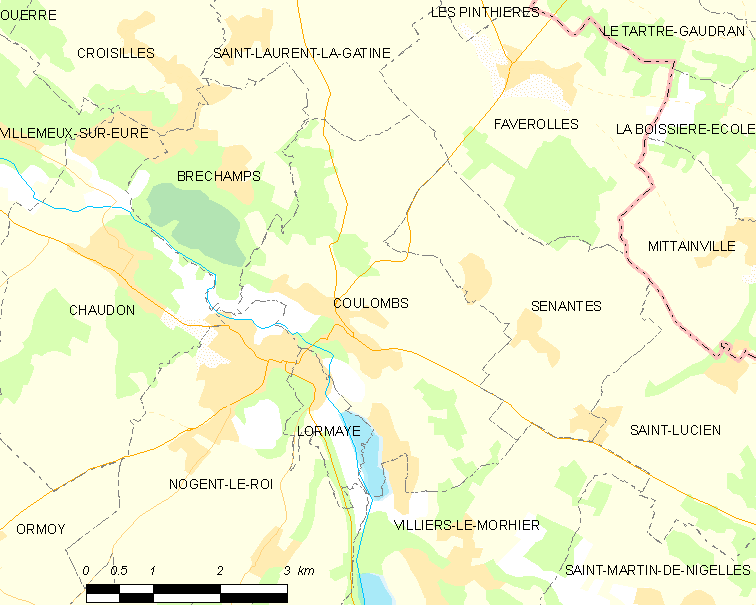
的OSM定位图

库隆的时区为UTC+01:00、UTC+02:00（夏令时）。

## 行政
库隆的邮政编码为28210，INSEE市镇编码为28113。

## 政治
库隆所属的省级选区为埃佩尔农县。

## 人口

1962-2008年间人口变化图示

库隆于2022年1月1日时的人口数量为1371人。